# ユニオーネ・スポルティーヴァ・プロヴィクトリア・パッラヴォーロ・モンツァ
ユニオーネ・スポルティーヴァ・プロヴィクトリア・パッラヴォーロ・モンツァ（Unione Sportiva Pro Victoria Pallavolo Monza）はイタリアのロンバルディア州モンツァを本拠地とするスポーツクラブチームであり、2024/25シーズンはイタリアセリエAのA1に所属している。

## 歴史
地域コミュニティに定期的かつ組織的なスポーツ活動を提供するために1981年に設立された。数年で男子チームと女子チームを創設するも、男子チームがセリエB2に昇格したときに資金的問題もあり、ユースチームとしての活動を余儀なくされた。2002年、よりよい活動をサポートする技術部門を設立。2008年、セリエB2より参戦。翌シーズンからセリエB1へ昇格した。
2009/10、2010/11シーズンはセリエB1を8位で終えると、2011/12シーズンのセリエB1で2位、2012/13シーズンのセリエB1で優勝した。2013/14シーズンにセリエA2に昇格し、2015/16シーズンにセリエA2で3位となり、遂にセリエA1へ昇格を果たした。2016/17シーズンよりセリエA1に参戦し、セリエA1初年度は10位で終えた。2017/18シーズンは各国から代表級の主力選手を獲得した。リーグ戦を5位、イタリアカップを3位の成績をおさめた。2018/19シーズンはさらに順位をあげ、セリエA1を4位となった。2020/21シーズンにはCEVカップで初のタイトルを獲得すると、セリエA1を3位で終えた。2021/22シーズンは初めて欧州チャンピオンズリーグに出場し5位、セリエA1では準優勝を果たした。

## 主な成績
セリエA
- 準優勝：2021/22、2022/23シーズン
- 3位：2020/21、2023/24シーズン

 コッパ・イタリア
- 3位：2017/18シーズン、2019/20シーズン、2020/21シーズン

 欧州チャンピオンズリーグ
- 準優勝：2023/24シーズン

## 登録選手
2024-25年シーズンの登録選手は次の通り。
| 背番号 | 国籍/名前                        | ポジション           | 身長 | 備考       |
| ------ | -------------------------------- | -------------------- | ---- | ---------- |
| 1      | ヘレナ・カソーテ                 | アウトサイドヒッター | 1.84 |            |
| 2      | ジュリエット・ジェリン           | リベロ               | 1.62 |            |
| 3      | Ludovica Guidi                   | ミドルブロッカー     | 1.85 |            |
| 4      | ラドスティナ・マリノバ           | オポジット           | 1.86 |            |
| 5      | ラウラ・ヘイルマン               | ミドルブロッカー     | 1.88 |            |
| 6      | Anastasia Guerra                 | アウトサイドヒッター | 1.83 |            |
| 7      | エレーナ・ピエトリーニ           | アウトサイドヒッター | 1.88 |            |
| 8      | アレッシア・オッロ               | セッター             | 1.80 | キャプテン |
| 11     | アンナ・ダネージ                 | ミドルブロッカー     | 1.95 |            |
| 12     | ランプリニ・コンスタンティニドゥ | セッター             | 1.84 |            |
| 13     | 福留慧美                         | リベロ               | 1.62 |            |
| 14     | ヘナ・クルタギッチ               | ミドルブロッカー     | 1.95 |            |
| 17     | ミリアム・シッラ                 | アウトサイドヒッター | 1.84 |            |
| 18     | パオラ・エゴヌ                   | オポジット           | 1.93 |            |
| 19     | ニカ・ダールデロップ             | アウトサイドヒッター | 1.90 |            |

## 主な歴代所属選手
| - セレナ・オルトラーニ - キアラ・アルカンジェリ - ラファエラ・フォリエ - アレッシア・ジェンナーリ - ベアトリーチェ・パロッキアーレ - フェデリカ・スクアルチーニ - ブランキツァ・ミハイロビッチ - ヨバナ・ステバノビッチ - テオドラ・プシッチ - カタリナ・ラゾビッチ - ハナ・オルトマン | - ジョーダン・ラーソン - レイチェル・アダムズ - テトリ・ディクソン - ジョーダン・トンプソン - カラ・バジェマ - キャサリン・プラマー - ダナ・レットケ - カタジナ・スコルパ - ベレニカ・トムシア - マグダレナ・スティシャク - エレナ・ハベルコバ | - アンネ・バイス - フロールチェ・メイナース - リセ・ファンヘッケ - ラウラ・ヘイルマン - フレヤ・アールブレヒト - ポーリン・マーティン - マリア・セグラ - カテリーナ・ザクチャイウ - エディナ・ベギッチ - マリアナ・コスタ - ブレンダ・カスティージョ |